# Moline, Illinois
Moline, Illinois là một thành phố thuộc quận Rock Island trong bang Illinois, Hoa Kỳ. Thành phố có tổng diện tích km², trong đó diện tích đất là km². Theo điều tra dân số Hoa Kỳ năm 2010, thành phố có dân số 50.792người. Moline là một trong các thành phố Quad, cùng với các thành phố láng giềng Đông Moline và đá hòn đảo ở bang Illinois và các thành phố Davenport và Bettendorf ở Iowa. Các thành phố Quad có một dân số 379.690 người. Moline là thành phố đông dân thứ 9 ở bang Illinois, bên ngoài của khu vực vùng đô thị Chicago. Trụ sở chính công ty Deere & Company nằm ở Moline, Sân bay quốc tế Thành phố Quad, Cao đẳng Black Hawk, khu trường sở của Đại học Western Illinois. Moline là một trung tâm bán lẻ cho các thành phố Quad Illinois, như Mall Southpark và trung tâm thương mại mua sắm rất nhiều hộp lớn được đặt trong thành phố.
Vào giữa những năm 1990, thành phố đã tiến hành những nỗ lực lớn để khôi phục lại khu trung tâm thương mại của nó đã suy giảm sau khi tăng trưởng ngoại ô và bán lẻ thay đổi sau khi những năm 1950 và 1960. Ngày nay, Moline của trung tâm thành phố một lần nữa đóng vai trò là một trong các trung tâm giải trí của các thành phố Quad, nhiều sự kiện diễn ra tại trung tâm wifi 12.000 chỗ ngồi (trước đây gọi là MARK của thành phố Quad) và John Deere Commons. Trung tâm thành phố Moline các khách sạn như Radisson và Stoney Creek Inn, và các khu vực thương mại như Landing Bass Street và đại lộ lịch sử 5.
Thành phố Moline nép mình bên cạnh và trên đỉnh đồi rộng nằm hai bên bờ sông Mississippi và sông Rock ở quận Rock Island. Các khu vực vùng cao của thành phố bị cắt ngang qua nhiều khe núi sâu phá vỡ các thành phố thành khu vực phường tự nhiên. Thành phố này tiếp tục bị giới hạn về phía đông Đông Moline và phía tây giáp Rock Island.
Moline có cự ly khoảng 165 dặm (266 km) phía tây của Chicago và khoảng 164 dặm (264 km) phía tây bắc của Springfield, Illinois. Moline và các cộng đồng lân cận trong thành phố Quad hình thành khu vực đô thị lớn nhất dọc theo sông Mississippi từ Minneapolis đến phía bắc và St Louis ở phía nam, và nằm khoảng giữa chúng. Khu vực này được phục vụ bởi bốn đường cao tốc giữa các tiểu bang: Interstate 74 (chạy trực tiếp thông qua Moline, bisecting nó trong nửa tương đương), Interstate 280 (phục vụ như là một đường vành đai xung quanh thành phố Quad), Interstate 80 (đi qua sông Mississippi vài dặm về phía đông bắc của Moline), và liên tiểu bang 88 (bắt đầu từ ngày biên giới phía đông của thành phố Quad và kết thúc ở Chicago, Illinois).
Khoảng 37,4 triệu người cư trú trong phạm vi bán kính 300 dặm (480 km) từ Moline, gần 13% dân số của quốc gia. Sân bay quốc tế Thành phố Quad nằm ở rìa phía nam của thành phố ở phía nam của sông Rock, là nơi để các hãng hàng không thương mại phục vụ các tuyến bay thẳng đến tám thành phố khác nhau. Sân bay này là một trong những bận rộn nhất trong tiểu bang Illinois, sau sân bay quốc tế O'Hare của Chicago và sân bay quốc tế Midway.